# Патерніон
Патерніон (нім. Paternion; словен. Špatrjan) — австрійська торгова громада в окрузі Філлах-Ланд, що в Каринтії. Налічує 5806 жителів (станом на 1 січня 2021 року). 

## Географія
Громада лежить у нижній частині Дравської долини, приблизно за 18 км на північний захід від Філлаха. 

## Поділ громади
Територія громади включає двадцять населених пунктів (в дужках зазначено населення станом на 1 січня 2021 року): 
| - Айферсдорф (115) - Боден (19) - Дуель (77) - Ебенвальд (74) - Камерінг (155) - Кройцен (117) - Мюльбоден (120) - Ной-Феферніц (1179) - Нікельсдорф (568) - Патендорф (19) | - Патерніон (697) - Поберзах (94) - Пьоллан (151) - Погеріах (187) - Рубланд (91) - Трагайл (1) - Трагін (4) - Файстріц-ан-дер-Драу (1639) - Файстріц-ан-дер-Драу-Нойзідлунг (159) - Феферніц (340) |

Торгова громада поділяється на шість кадастрових громад: 
- Камерінг
- Кройцен
- Нікельсдорф
- Патерніон
- Рубланд
- Файстріц-ан-дер-Драу